# Berthe Faure
Pour les articles homonymes, voir Faure.
Berthe Faure, née Marie Mathilde Belluot le 21 février 1842 à Saint-Denis-Hors et morte le 19 avril 1920 à Paris, est l'épouse de Félix Faure, président de la République française du 17 janvier 1895 au 16 février 1899, date du décès de celui-ci.

## Biographie

### Situation personnelle
Marie Mathilde Belluot dite Berthe Belluot, est la fille d’Antoine Martin Belluot (1811-1848), avoué, et de Séraphine Rose Guinot (1820-1852). Elle épouse Félix Faure le 18 juillet 1865 à Amboise. De cette union, naissent Lucie et Antoinette.

### Épouse du président de la République

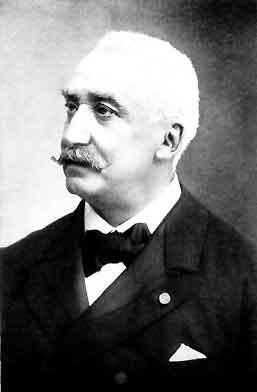
Son mari, Félix Faure.

En janvier 1895, à la suite de la démission de Jean Casimir-Perier et de l’élection de Félix Faure à la présidence de la République, le couple emménage avec sa fille aînée au palais de l'Élysée. À 52 ans, Berthe Faure est bien plus effacée qu'Hélène Casimir-Perier. Elle a une véritable adoration pour son époux. Elle est dite naïve par ses proches.
Son passé l'encombre quand Édouard Drumont menace de provoquer un scandale en publiant dans son journal des informations sur son père. Celui-ci avait en effet écopé de vingt ans de prison par contumace pour avoir été un avoué peu scrupuleux. Félix Faure, qui ne veut pas être pris au dépourvu, décide de lui-même communiquer ces informations à la presse, ce qui amènera l'étrange paradoxe que des députés viennent au palais de l'Élysée saluer Berthe Faure pour la dédouaner de la vie de son père.
Son mari insiste pour que dans les réceptions elle se tienne non à côté de lui mais dans un léger retrait. La grande-duchesse Wladimir en est choquée quand, reçue au palais, on la sert après le président. Il rétablit aussi un vieil usage hérité de la monarchie, dans lequel les enfants devaient jouer un rôle : ainsi, leur fille Lucie répond aux lettres arrivant au palais.
Sa fille Lucie est également à l'origine de la création, en 1895, de la Ligue fraternelle des enfants de France.
Tous les samedis, elle reçoit un cercle d'amis dans un salon du premier étage, dont le père du futur Marcel Proust, que l'on pense à l'époque marier à la fille des Faure, Antoinette. Chaque année elle organise deux bals et sept dîners de gala de cent dix couverts chacun, pour lesquels sont envoyés près de 8000 invitations.

#### Mort de son mari

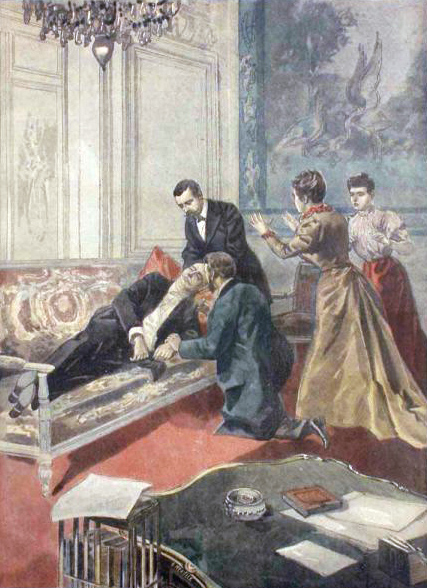
La mort du président Faure (illustration du Petit Journal).

Berthe Faure n'ignore pas que son mari a des maîtresses. Un maître d'hôtel du palais, nommé Clerc, disait même à propos de ses conquêtes : « II en venait sans cesse ». Le 16 février 1899, le président reçoit dans le salon d'argent du palais Marguerite Steinheil, femme du peintre Adolphe Steinheil, auquel il a fait une commande officielle, et qu'il avait rencontrée deux ans plus tôt à Chamonix. Il la retrouve souvent dans la villa du couple au no 6 bis impasse Ronsin, mais le matin du 16 février, c'est lui qui la convie dans l'après-midi.
Peu de temps après son arrivée, elle sonne les domestiques. On découvre le corps tremblant du président sur un divan et Marguerite Steinheil rajustant ses vêtements. Il meurt quatre heures plus tard d'une congestion cérébrale. Marguerite Steinheil sort par une porte dérobée sur l'avenue Gabriel et l'on ne prévient que deux heures après Berthe Faure et sa fille Lucie, qui étaient dans leurs appartements privés. Le président s'éteint ainsi réellement dans les bras de son épouse.
Aux multiples condoléances qu'elle reçoit, elle n'a de cesse de répéter : « C'était un si bon mari »,.
Berthe Faure meurt 21 ans après son époux, en 1920. Elle est inhumée à ses côtés, au cimetière du Père-Lachaise à Paris (4e division).

## Apparence
Berthe Faure est, comme sa fille Lucie, une femme élégante. Recevant Nicolas II et son épouse Alexandra, elle porte « une toilette bleue d'un goût exquis, avec des boleros à boutons énormes qui dégagent la haute ceinture étroitement serrée ».

## Filmographie et bibliographie
- Berthe Faure est jouée par Christine Gagnieux dans le téléfilm La Maîtresse du président (2009), qui raconte les circonstances du décès de Félix Faure[7].
- Berthe Faure est un personnage du roman de Jacques Neirynck, Le crime du prince de Galles[8].